# Creobroter meleagris
Creobroter meleagris es una especie de mantis de la familia Hymenopodidae. Es una de las especies con más bellos colores de mantis religiosa. Los adultos alcanzan una longitud de hasta 5 cm.

## Distribución geográfica
Se encuentra en las Filipinas.